# Le Pla
Le Pla (en occitan: Al Plan ou Lo Pla) est une commune française, située dans le sud-est du département de l'Ariège en région Occitanie. Sur le plan historique et culturel, la commune fait partie du Donezan, qui faisait jadis partie du comté de Razès puis du comté de Foix.
Il s'agit d'une sorte de plateau granitique isolé du monde, entouré d'un écrin montagneux et occupé par sept villages. Exposée à un climat de montagne, elle est drainée par la rivière de Quérigut, le ruisseau d'Artigues et par divers autres petits cours d'eau. La commune possède un patrimoine naturel remarquable : trois sites Natura 2000 (le site « Quérigut, Orlu », la « haute Vallée de l'Aude et Bassin de l'Aiguette » et « Quérigut, Laurenti, Rabassolles, Balbonne, la Bruyante, haute vallée de l'Oriège ») et quatre zones naturelles d'intérêt écologique, faunistique et floristique.
Le Pla est une commune rurale qui compte 61 habitants en 2022, après avoir connu un pic de population de 317 habitants en 1836. Ses habitants sont appelés les Pléens ou Pléennes.

## Géographie

### Localisation
La commune du Pla se trouve dans le département de l'Ariège, en région Occitanie.
Elle se situe à 48 km à vol d'oiseau de Foix, préfecture du département, et à 20 km d'Ax-les-Thermes, bureau centralisateur du canton de Haute-Ariège dont dépend la commune depuis 2015 pour les élections départementales.
La commune fait en outre partie du bassin de vie de Quillan.
Les communes les plus proches sont : 
Artigues (1,0 km), Le Puch (1,7 km), Rouze (1,9 km), Carcanières (2,3 km), Quérigut (2,3 km), Mijanès (2,6 km), Escouloubre (4,4 km), Campagna-de-Sault (5,3 km).
Sur le plan historique et culturel, Le Pla fait partie du Donezan, qui faisait jadis partie du comté de Razès puis du comté de Foix. Il s'agit d'une sorte de plateau granitique isolé du monde, entouré d'un écrin montagneux et occupé par sept villages.
Les communes limitrophes sont  Artigues, Fontrabiouse, Le Puch, Puyvalador, Quérigut et Rouze.
|          | Rouze                              | Le Puch                          |
| Artigues | du Pla                             | Quérigut                         |
|          | Fontrabiouse (Pyrénées-Orientales) | Puyvalador (Pyrénées-Orientales) |

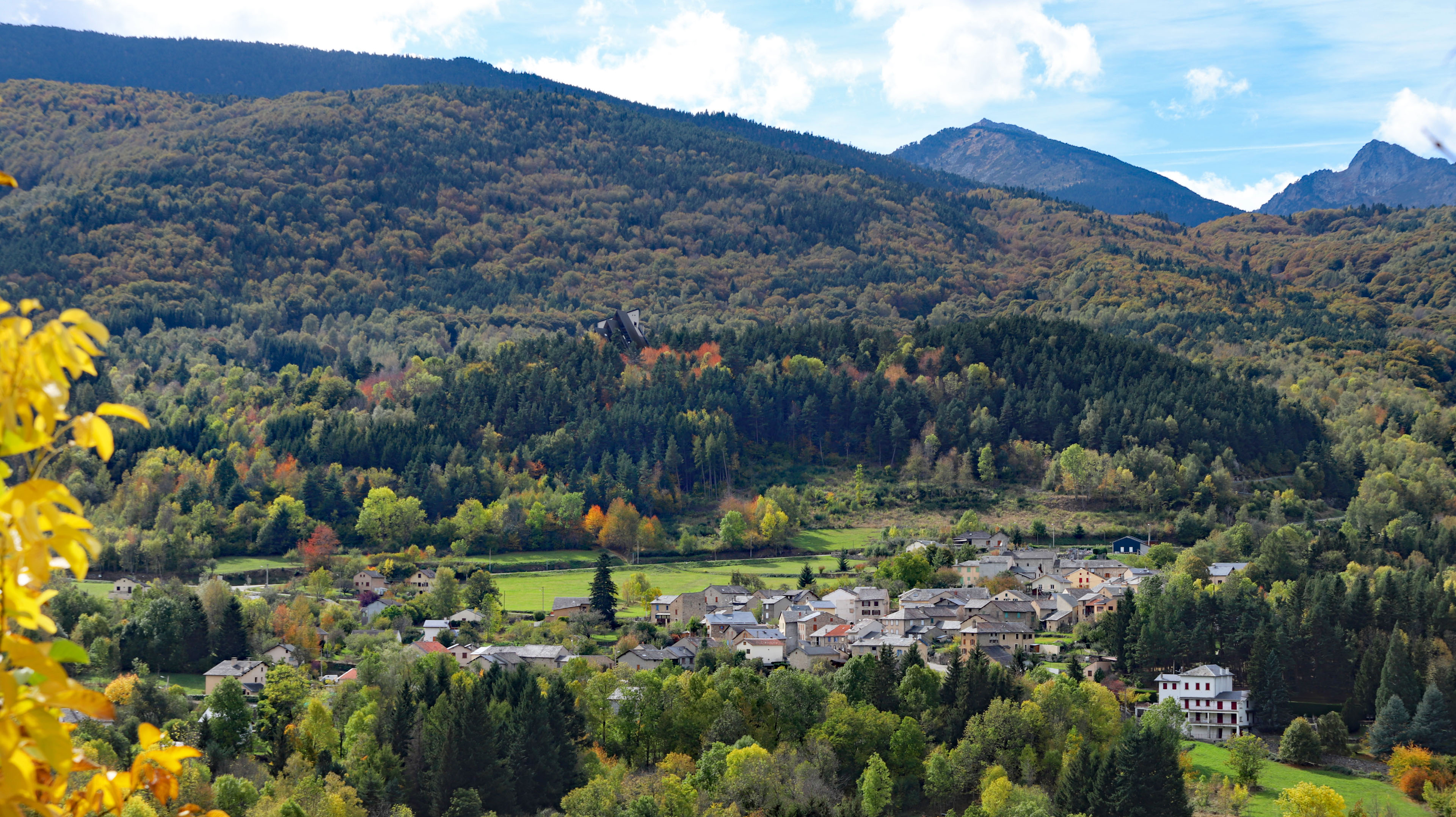
Vue générale

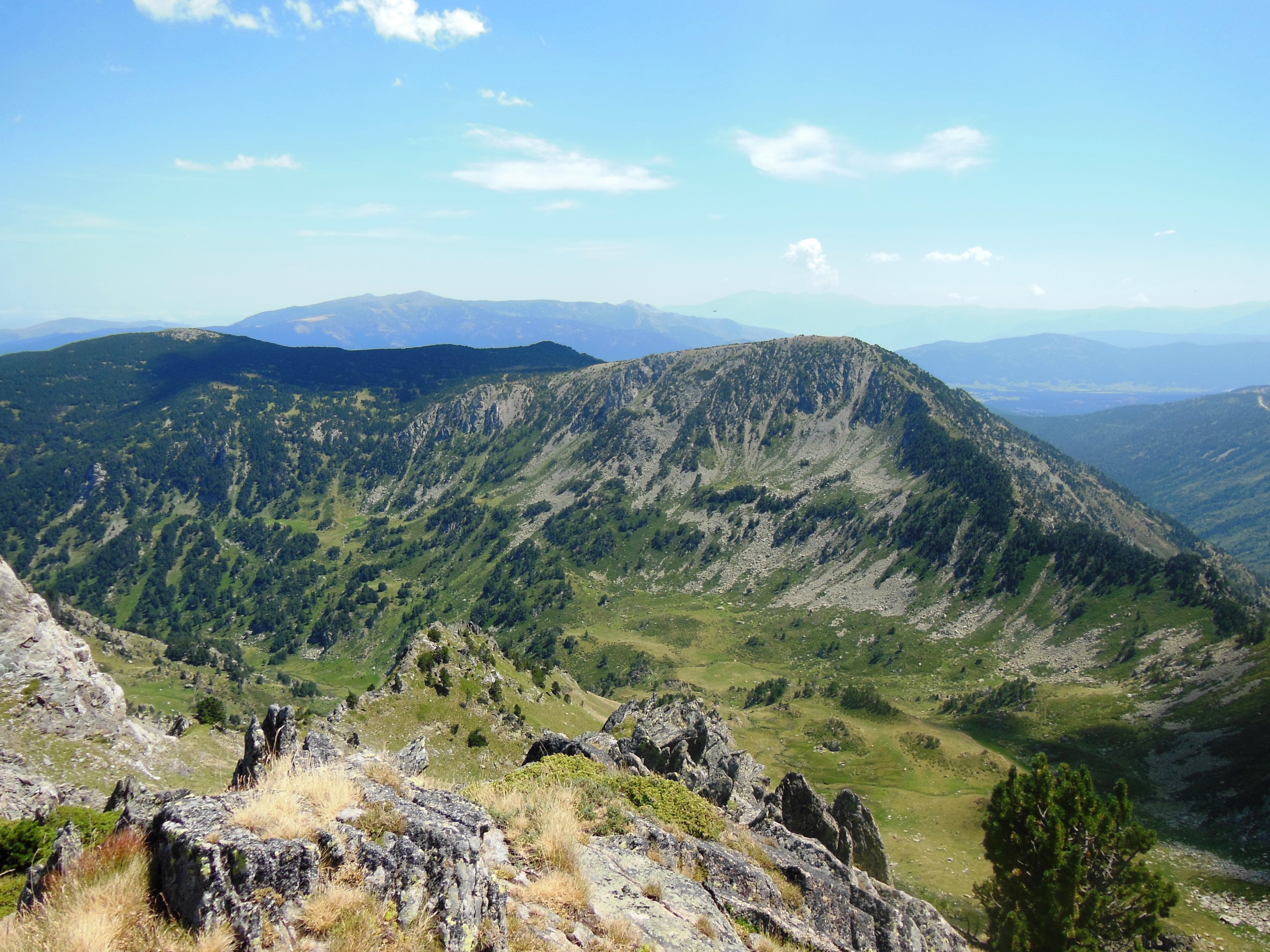
Puig del Pla de Bernat (2436m; à droite), le point culminant de la commune.

Commune des Pyrénées à environ 100 km de Perpignan et de Carcassonne, 20 km d'Axat, de Formiguères, et perchée à 1 000 m d'altitude. Elle est limitrophe du département des Pyrénées-Orientales.
Traversée par la rivière de Quérigut, elle se situe au centre du terroir du Donezan, à proximité de nombreux lacs, tels que le lac de Laurenti, le lac de Valbone, les 3 étangs de Rabassoles...

### Géologie et relief
La commune est située dans les Pyrénées, une chaîne montagneuse jeune, érigée durant l'ère tertiaire (il y a 40 millions d'années environ), en même temps que les Alpes. Les terrains affleurants sur le territoire communal sont constitués de roches plutoniques datant du Paléozoïque, une ère géologique qui s'étend de −541 à −252,2 Ma (millions d'années). La structure détaillée des couches affleurantes est décrite dans la feuille « n°1094 - Mont-Louis » de la carte géologique harmonisée au 1/50 000ème du département de l'Ariège, et sa notice associée.
La superficie cadastrale de la commune publiée par l’Insee, qui sert de références dans toutes les statistiques, est de 12,97 km2,. La superficie géographique, issue de la BD Topo, composante du Référentiel à grande échelle produit par l'IGN, est quant à elle de 13,2 km2. Son relief est particulièrement escarpé puisque la dénivelée maximale atteint 1 448 mètres. L'altitude du territoire varie entre 983 m et 2 436 m.

### Hydrographie

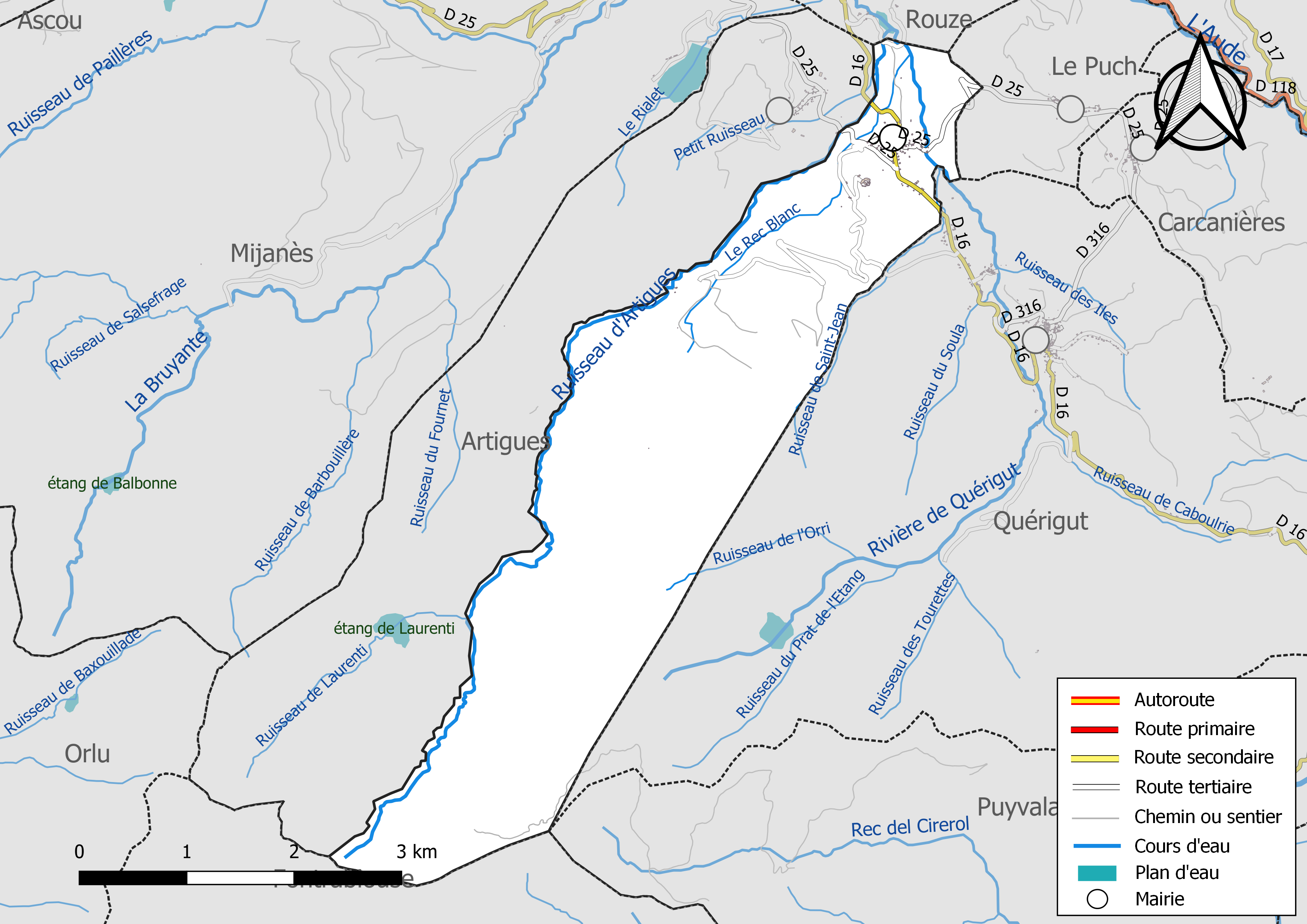
Réseaux hydrographique et routier du Pla.

La commune est dans la région hydrographique « Côtiers méditerranéens », au sein du bassin hydrographique Rhône-Méditerranée-Corse. Elle est drainée par la rivière de Quérigut, le ruisseau d'Artigues, le Rec Blanc, le ruisseau de l'Orri et le ruisseau de Saint-Jean, constituant un réseau hydrographique de 12 km de longueur totale,.
La rivière de Quérigut, d'une longueur totale de 10,1 km, prend sa source dans la commune de Quérigut et s'écoule du sud-ouest vers le nord-est puis vers le nord. Elle traverse la commune et se jette dans la Bruyante à Rouze, après avoir traversé 3 communes.
Le ruisseau d'Artigues, d'une longueur totale de 11 km, prend sa source dans la commune d'Artigues et s'écoule du sud-ouest vers le nord-est. Il traverse la commune et se jette dans la rivière de Quérigut à Rouze, après avoir traversé 3 communes.

### Climat
Pour des articles plus généraux, voir Climat de l'Occitanie et Climat de l'Ariège.
En 2010, le climat de la commune est de type climat des marges montargnardes, selon une étude s'appuyant sur une série de données couvrant la période 1971-2000. En 2020, Météo-France publie une typologie des climats de la France métropolitaine dans laquelle la commune est exposée à un climat de montagne et est dans une zone de transition entre les régions climatiques « Pyrénées orientales » et « Pyrénées centrales ».
Pour la période 1971-2000, la température annuelle moyenne est de 9,3 °C, avec une amplitude thermique annuelle de 14,9 °C. Le cumul annuel moyen de précipitations est de 870 mm, avec 8,7 jours de précipitations en janvier et 6,8 jours en juillet. Pour la période 1991-2020, la température moyenne annuelle observée sur la station météorologique la plus proche, située sur la commune de Belcaire à 15 km à vol d'oiseau, est de 9,8 °C et le cumul annuel moyen de précipitations est de 1 032,4 mm,. Pour l'avenir, les paramètres climatiques de la commune estimés pour 2050 selon différents scénarios d'émission de gaz à effet de serre sont consultables sur un site dédié publié par Météo-France en novembre 2022.

### Milieux naturels et biodiversité

#### Réseau Natura 2000

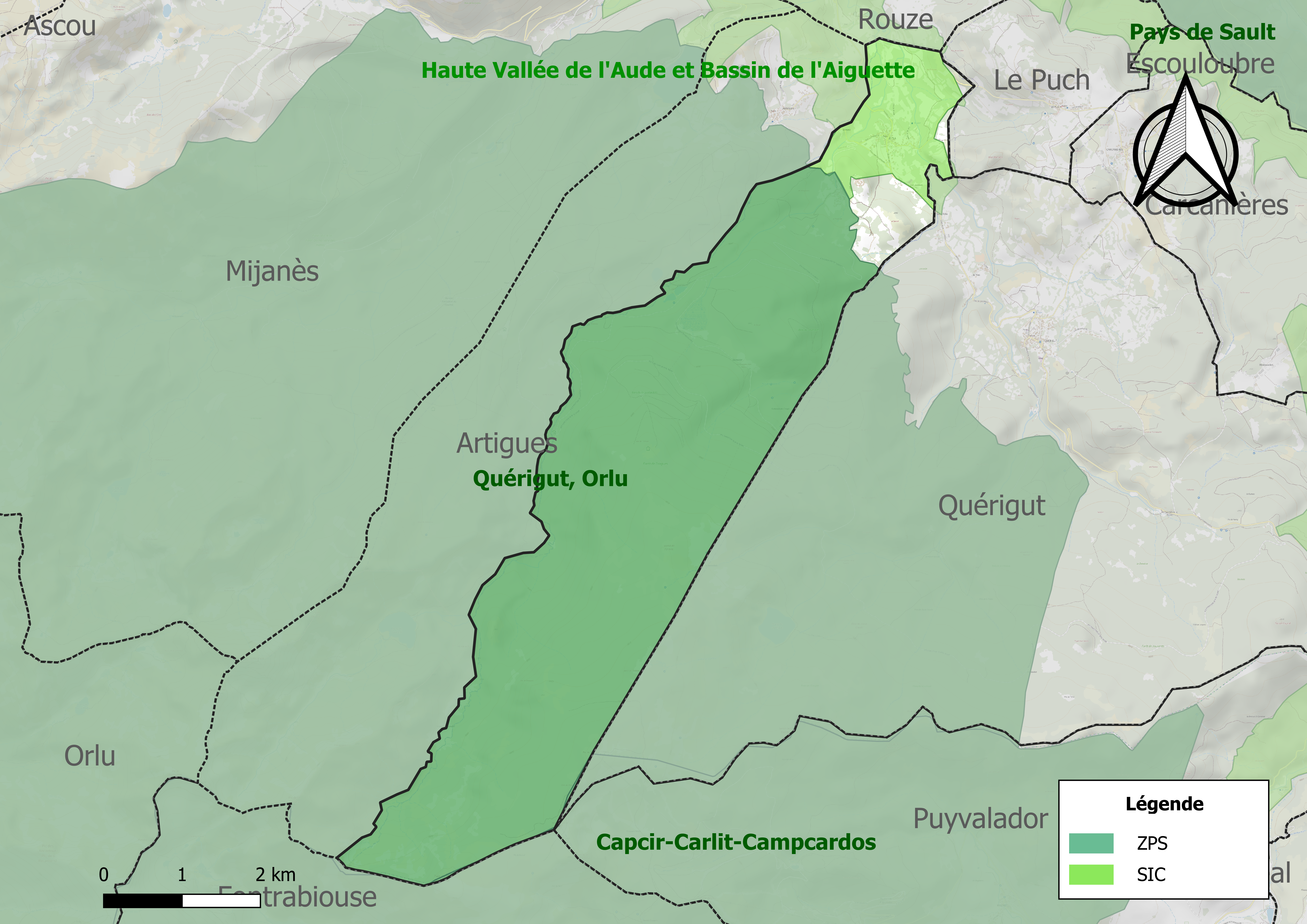
Sites Natura 2000 sur le territoire communal.

Le réseau Natura 2000 est un réseau écologique européen de sites naturels d'intérêt écologique élaboré à partir des directives habitats et oiseaux, constitué de zones spéciales de conservation (ZSC) et de zones de protection spéciale (ZPS).
Deux sites Natura 2000 ont été définis sur la commune au titre de la directive habitats :
- « Quérigut, Laurenti, Rabassolles, Balbonne, la Bruyante, haute vallée de l'Oriège », d'une superficie de 10 255 ha, un vaste ensemble de type écocomplexe avec opposition de communautés de caractère boréo-alpin et de communautés de caractère oro-méditerranéen[27] ;
- la « haute Vallée de l'Aude et Bassin de l'Aiguette », d'une superficie de 17 055 ha, particulièrement intéressante pour ses milieux aquatiques. Il comprend des populations de Desmans des Pyrénées, Barbeau méridional, d'Écrevisse à pattes blanches ainsi que des chabots[28] ;

et un au titre de la directive oiseaux : 
- le site « Quérigut, Orlu », d'une superficie de 10 255 ha, très régulièrement fréquenté par dix-sept espèces d'oiseaux de l'annexe 1, parmi elles, on retrouve huit espèces de rapaces diurnes et deux rapaces nocturnes[29].

#### Zones naturelles d'intérêt écologique, faunistique et floristique
L’inventaire des zones naturelles d'intérêt écologique, faunistique et floristique (ZNIEFF) a pour objectif de réaliser une couverture des zones les plus intéressantes sur le plan écologique, essentiellement dans la perspective d’améliorer la connaissance du patrimoine naturel national et de fournir aux différents décideurs un outil d’aide à la prise en compte de l’environnement dans l’aménagement du territoire.
Trois ZNIEFF de type 1 sont recensées sur la commune :
- « l'Aude et son affluent la Bruyante » (37 ha), couvrant 6 communes dont 4 dans l'Ariège et 2 dans l'Aude[31] ;
- les « montagnes et vallées du Donezan centre et ouest » (8 618 ha), couvrant 12 communes dont 7 dans l'Ariège, 3 dans l'Aude et 2 dans les Pyrénées-Orientales[32],
- « le plateau de Quérigut, gorges de l'Aude et forêt du Carcanet » (3 214 ha), couvrant 7 communes dont 5 dans l'Ariège, 1 dans l'Aude et 1 dans les Pyrénées-Orientales[33] ;

et une ZNIEFF de type 2, : 
le « massif de Quérigut et forêt du Carcanet (Donezan) » (12 106 ha), couvrant 32 communes dont 18 dans l'Ariège, 10 dans l'Aude et 4 dans les Pyrénées-Orientales.

Carte des ZNIEFF de type 1 et 2 au Pla.
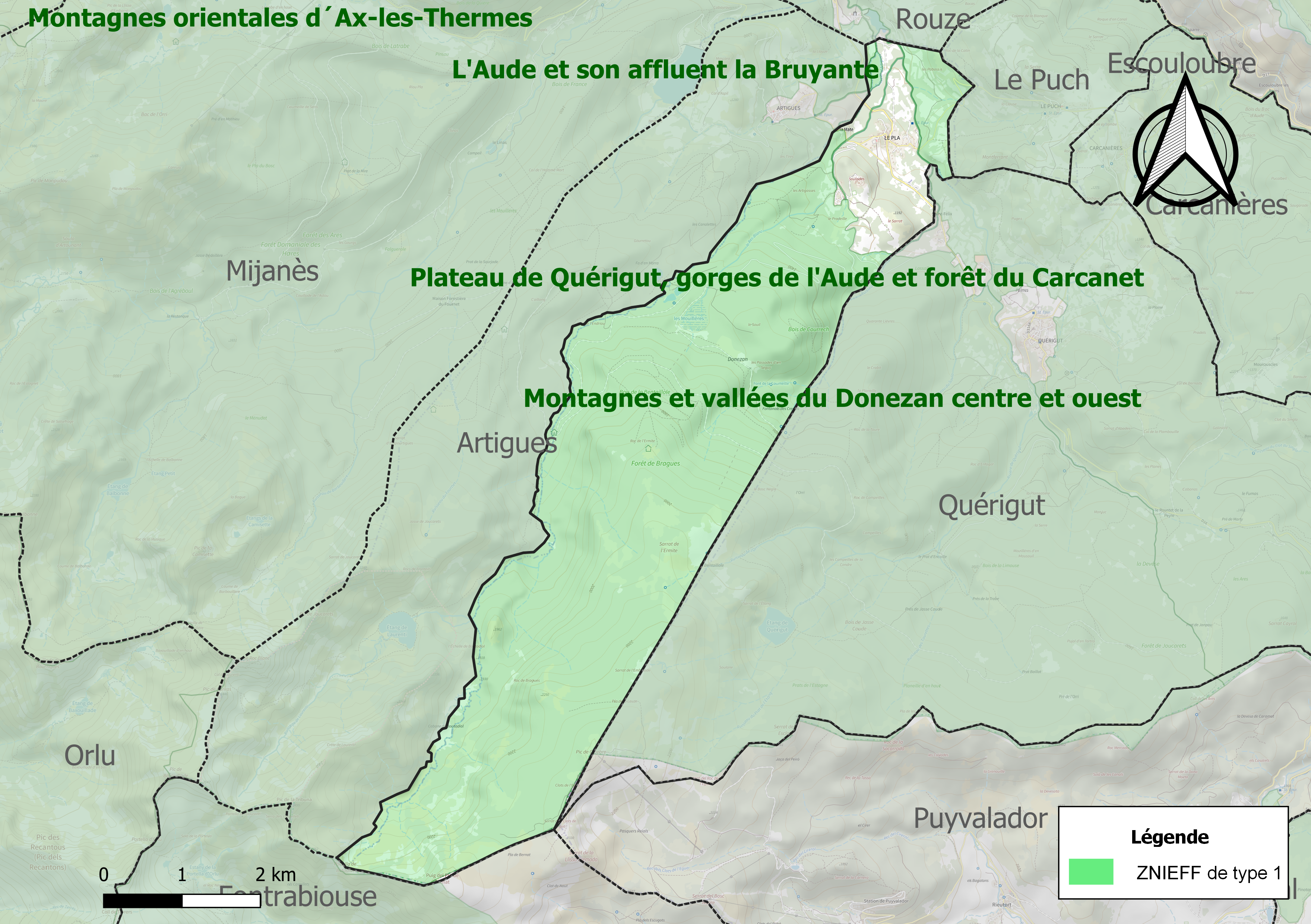
Carte des ZNIEFF de type 1 sur la commune.
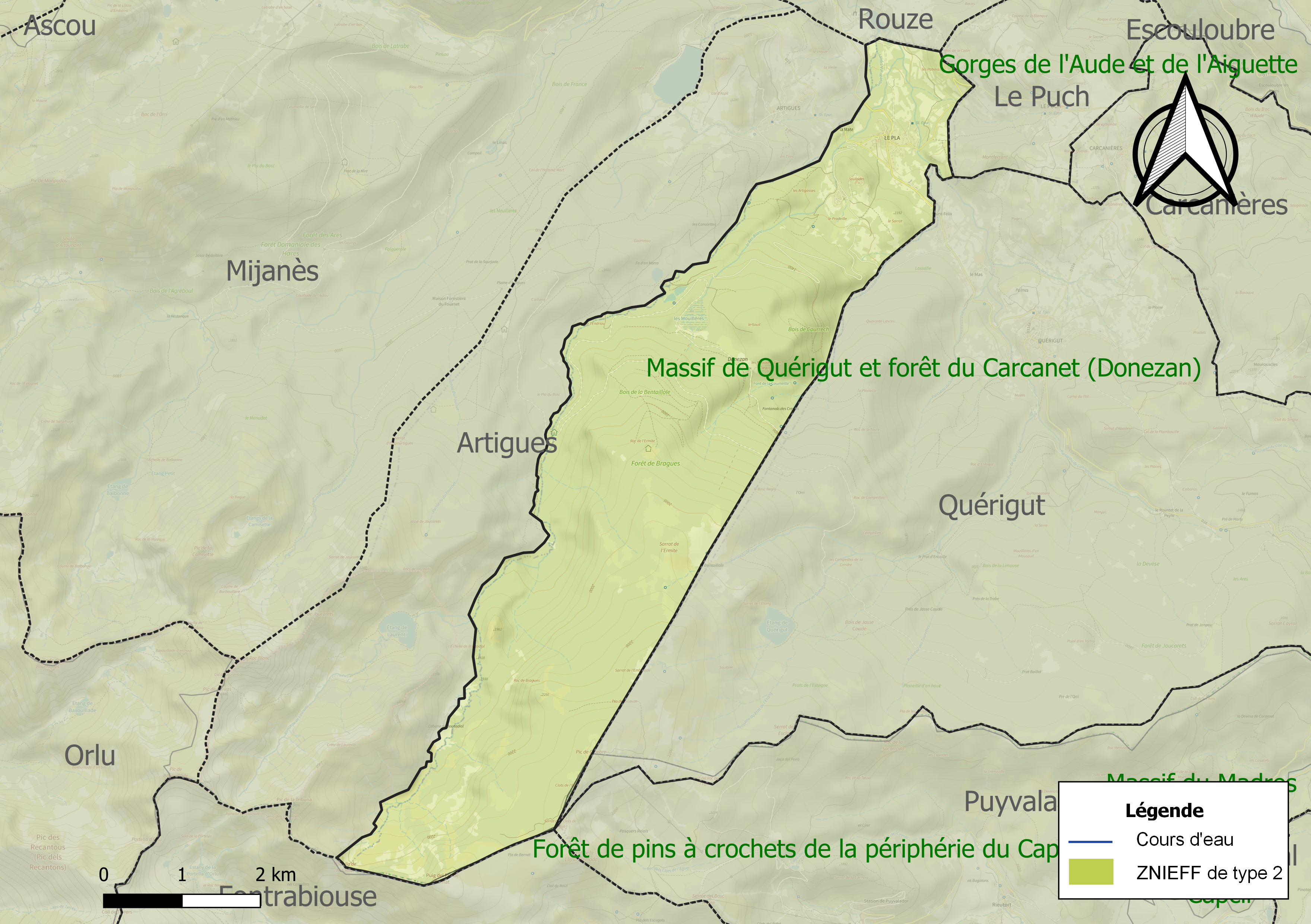
Carte de la ZNIEFF de type 2 sur la commune.

## Urbanisme

### Typologie
Au 1er janvier 2024, Le Pla est catégorisée commune rurale à habitat très dispersé, selon la nouvelle grille communale de densité à 7 niveaux définie par l'Insee en 2022.
Elle est située hors unité urbaine et hors attraction des villes,.

### Occupation des sols
L'occupation des sols de la commune, telle qu'elle ressort de la base de données européenne d’occupation biophysique des sols Corine Land Cover (CLC), est marquée par l'importance des forêts et milieux semi-naturels (89,4 % en 2018), une proportion sensiblement équivalente à celle de 1990 (89 %). La répartition détaillée en 2018 est la suivante : 
forêts (69,9 %), milieux à végétation arbustive et/ou herbacée (15,3 %), zones agricoles hétérogènes (9,9 %), espaces ouverts, sans ou avec peu de végétation (4,3 %), prairies (0,6 %). L'évolution de l’occupation des sols de la commune et de ses infrastructures peut être observée sur les différentes représentations cartographiques du territoire : la carte de Cassini (XVIIIe siècle), la carte d'état-major (1820-1866) et les cartes ou photos aériennes de l'IGN pour la période actuelle (1950 à aujourd'hui).

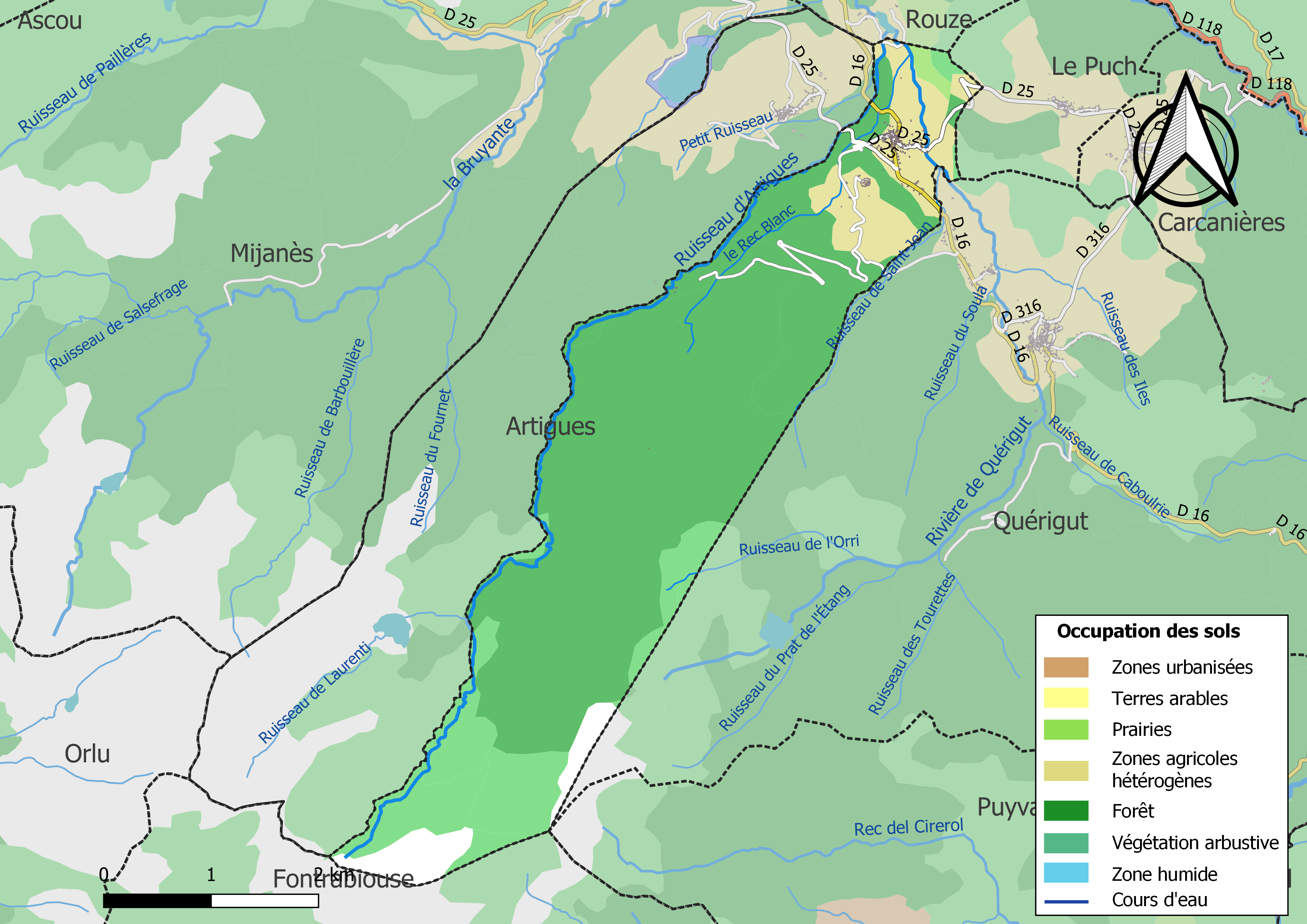
Carte des infrastructures et de l'occupation des sols de la commune en 2018 (CLC).

### Habitat et logement
En 2018, le nombre total de logements dans la commune était de 165, alors qu'il était de 185 en 2013 et de 146 en 2008.
Parmi ces logements, 22,6 % étaient des résidences principales, 76,1 % des résidences secondaires et 1,3 % des logements vacants. Ces logements étaient pour 95,1 % d'entre eux des maisons individuelles et pour 4,9 % des appartements.
Le tableau ci-dessous présente la typologie des logements au Le Pla en 2018 en comparaison avec celle de l'Ariège et de la France entière. Une caractéristique marquante du parc de logements est ainsi une proportion de résidences secondaires et logements occasionnels (76,1 %) supérieure à celle du département (24,6 %) et à celle de la France entière (9,7 %). Concernant le statut d'occupation de ces logements, 80 % des habitants de la commune sont propriétaires de leur logement (74,3 % en 2013), contre 66,3 % pour l'Ariège et 57,5 % pour la France entière.
| Typologie                                               | Le Pla | Ariège | France entière |
| ------------------------------------------------------- | ------ | ------ | -------------- |
| Résidences principales (en %)                           | 22,6   | 65,7   | 82,1           |
| Résidences secondaires et logements occasionnels (en %) | 76,1   | 24,6   | 9,7            |
| Logements vacants (en %)                                | 1,3    | 9,7    | 8,2            |

### Risques majeurs
Le territoire de la commune du Pla est vulnérable à différents aléas naturels : inondations, climatiques (grand froid ou canicule), feux de forêts, mouvements de terrains, avalanche  et séisme (sismicité modérée). Il est également exposé à un risque particulier, le risque radon,.

#### Risques naturels

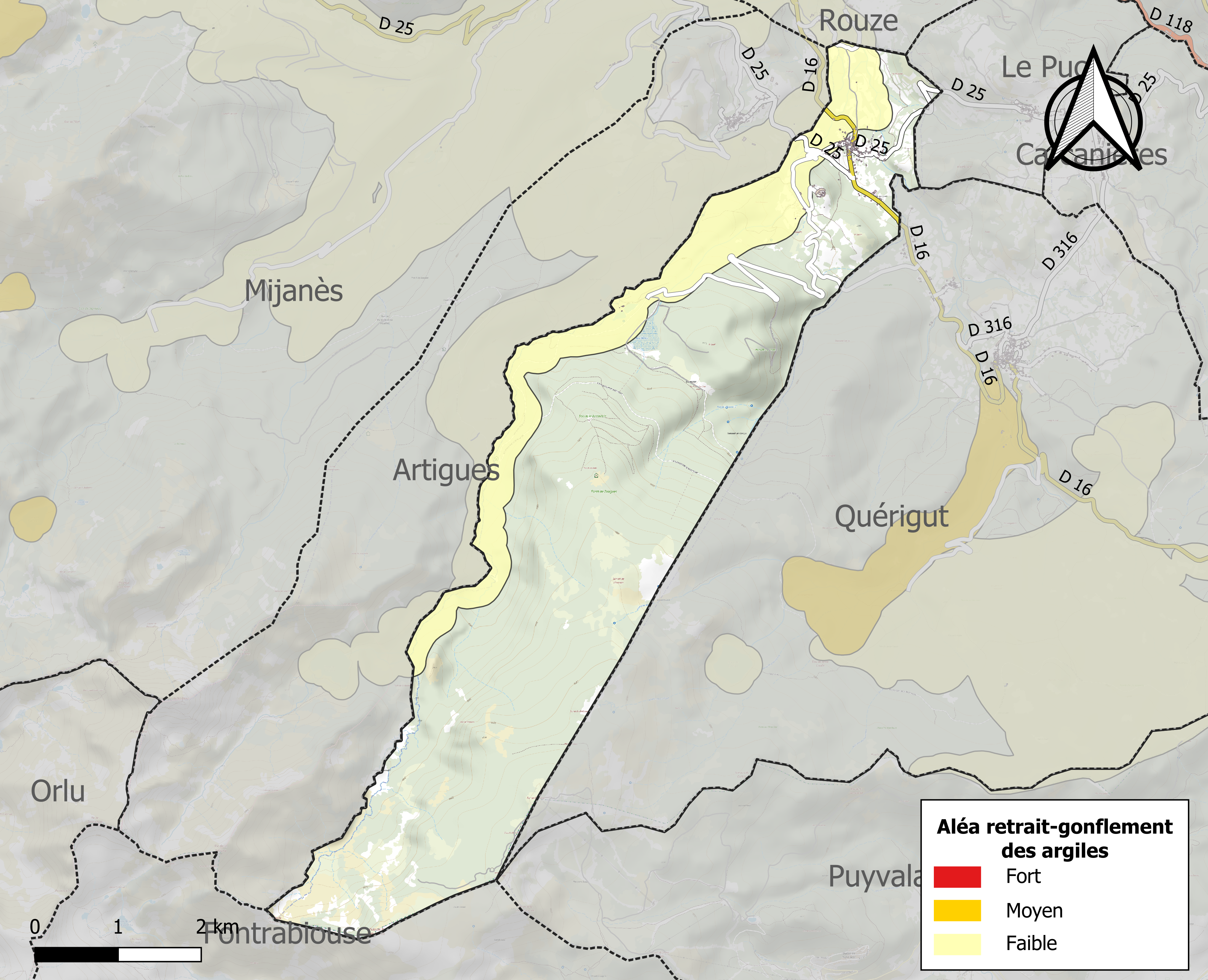
Zonage de l'aléa retrait-gonflement des argiles sur la commune du Pla.

Certaines parties du territoire communal sont susceptibles d’être affectées par le risque d’inondation par crue torrentielle d'un cours d'eau, ou ruissellement d'un versant.
Les mouvements de terrains susceptibles de se produire sur la commune sont soit des chutes de blocs, soit des glissements de terrains, soit des effondrements liés à des cavités souterraines, soit des mouvements liés au retrait-gonflement des argiles. Près de 50 % de la superficie du département est concernée par l'aléa retrait-gonflement des argiles, dont la commune du Pla. L'inventaire national des cavités souterraines permet par ailleurs de localiser celles situées sur la commune.

#### Risque particulier
Dans plusieurs parties du territoire national, le radon, accumulé dans certains logements ou autres locaux, peut constituer une source significative d’exposition de la population aux rayonnements ionisants. Toutes les communes du département sont concernées par le risque radon à un niveau plus ou moins élevé. Selon la classification de 2018, la commune du Pla est classée en zone 3, à savoir zone à potentiel radon significatif.

## Histoire
Lorsque Henri IV réunit le Donezan à la Couronne de France, Le Pla devient le chef-lieu d’un consulat qui comprend, outre Le Pla, Le Puch et Carcanières.

## Politique et administration

### Découpage territorial
La commune du Pla est membre de la communauté de communes de la Haute Ariège, un établissement public de coopération intercommunale (EPCI) à fiscalité propre créé le 27 septembre 2016 dont le siège est à Luzenac. Ce dernier est par ailleurs membre d'autres groupements intercommunaux.
Sur le plan administratif, elle est rattachée à l'arrondissement de Foix, au département de l'Ariège, en tant que circonscription administrative de l'État, et à la région Occitanie.
Sur le plan électoral, elle dépend du canton de Haute-Ariège pour l'élection des conseillers départementaux, depuis le redécoupage cantonal de 2014 entré en vigueur en 2015, et de la première circonscription de l'Ariège  pour les élections législatives, depuis le redécoupage électoral de 1986.

### Liste des maires
| Période                                  | Période  | Identité        | Étiquette   | Qualité                                           |
| ---------------------------------------- | -------- | --------------- | ----------- | ------------------------------------------------- |
| avant 1890                               |          | François Laugié | Républicain | Conseiller d'arrondissement du canton de Quérigut |
| 1971                                     | 1989     | Robert Naudi    | PS          |                                                   |
| 1989                                     | 2001     | André Utéza     |             |                                                   |
| mars 2001                                | 2008     | Joachim Marti   | PS          |                                                   |
| mars 2008                                | 2020     | Sylvie Bousquet |             | Retraitée                                         |
| 2020                                     | En cours | André Olive     |             |                                                   |
| Les données manquantes sont à compléter. |          |                 |             |                                                   |

## Démographie
| 1793 | 1800 | 1806 | 1821 | 1831 | 1836 | 1841 | 1846 | 1851 |
| ---- | ---- | ---- | ---- | ---- | ---- | ---- | ---- | ---- |
| 217  | 199  | 267  | 273  | 282  | 317  | 314  | 284  | 296  |

| 1856 | 1861 | 1866 | 1872 | 1876 | 1881 | 1886 | 1891 | 1896 |
| ---- | ---- | ---- | ---- | ---- | ---- | ---- | ---- | ---- |
| 269  | 273  | 269  | 290  | 263  | 278  | 282  | 251  | 238  |

| 1901 | 1906 | 1911 | 1921 | 1926 | 1931 | 1936 | 1946 | 1954 |
| ---- | ---- | ---- | ---- | ---- | ---- | ---- | ---- | ---- |
| 218  | 221  | 220  | 201  | 137  | 127  | 114  | 119  | 120  |

| 1962 | 1968 | 1975 | 1982 | 1990 | 1999 | 2005 | 2006 | 2010 |
| ---- | ---- | ---- | ---- | ---- | ---- | ---- | ---- | ---- |
| 88   | 86   | 64   | 71   | 75   | 79   | 79   | 78   | 46   |

| 2015 | 2020 | 2022 | - | - | - | - | - | - |
| ---- | ---- | ---- | - | - | - | - | - | - |
| 56   | 62   | 61   | - | - | - | - | - | - |

## Économie

### Emploi
| Division       | 2008  | 2013   | 2018   |
| -------------- | ----- | ------ | ------ |
| Commune        | 6,5 % | 13 %   | 20 %   |
| Département    | 8,9 % | 11,1 % | 11,2 % |
| France entière | 8,3 % | 10 %   | 10 %   |

En 2018, la population âgée de 15 à 64 ans s'élève à 19 personnes, parmi lesquelles on compte 70 % d'actifs (50 % ayant un emploi et 20 % de chômeurs) et 30 % d'inactifs,. En  2018, le taux de chômage communal (au sens du recensement) des 15-64 ans est supérieur à celui du département et de la France, alors qu'en 2008 la situation était inverse.
La commune est hors attraction des villes,. Elle compte 20 emplois en 2018, contre 20 en 2013 et 20 en 2008. Le nombre d'actifs ayant un emploi résidant dans la commune est de 12, soit un indicateur de concentration d'emploi de 165,9 % et un taux d'activité parmi les 15 ans ou plus de 28,3 %.
Sur ces 12 actifs de 15 ans ou plus ayant un emploi, 6 travaillent dans la commune, soit 46 % des habitants. Pour se rendre au travail, la totalité des habitants utilise un véhicule personnel ou de fonction à quatre roues.

### Activités hors agriculture
6 établissements sont implantés  au Pla au 31 décembre 2019.
Le secteur des activités spécialisées, scientifiques et techniques et des activités de services administratifs et de soutien est prépondérant sur la commune puisqu'il représente 50 % du nombre total d'établissements de la commune (3 sur les 6 entreprises implantées  au Le Pla), contre 13,2 % au niveau départemental.
Aucune exploitation agricole ayant son siège dans la commune n'est recensée lors du recensement agricole de 2010 (huit en 1988).

## Culture et festivités

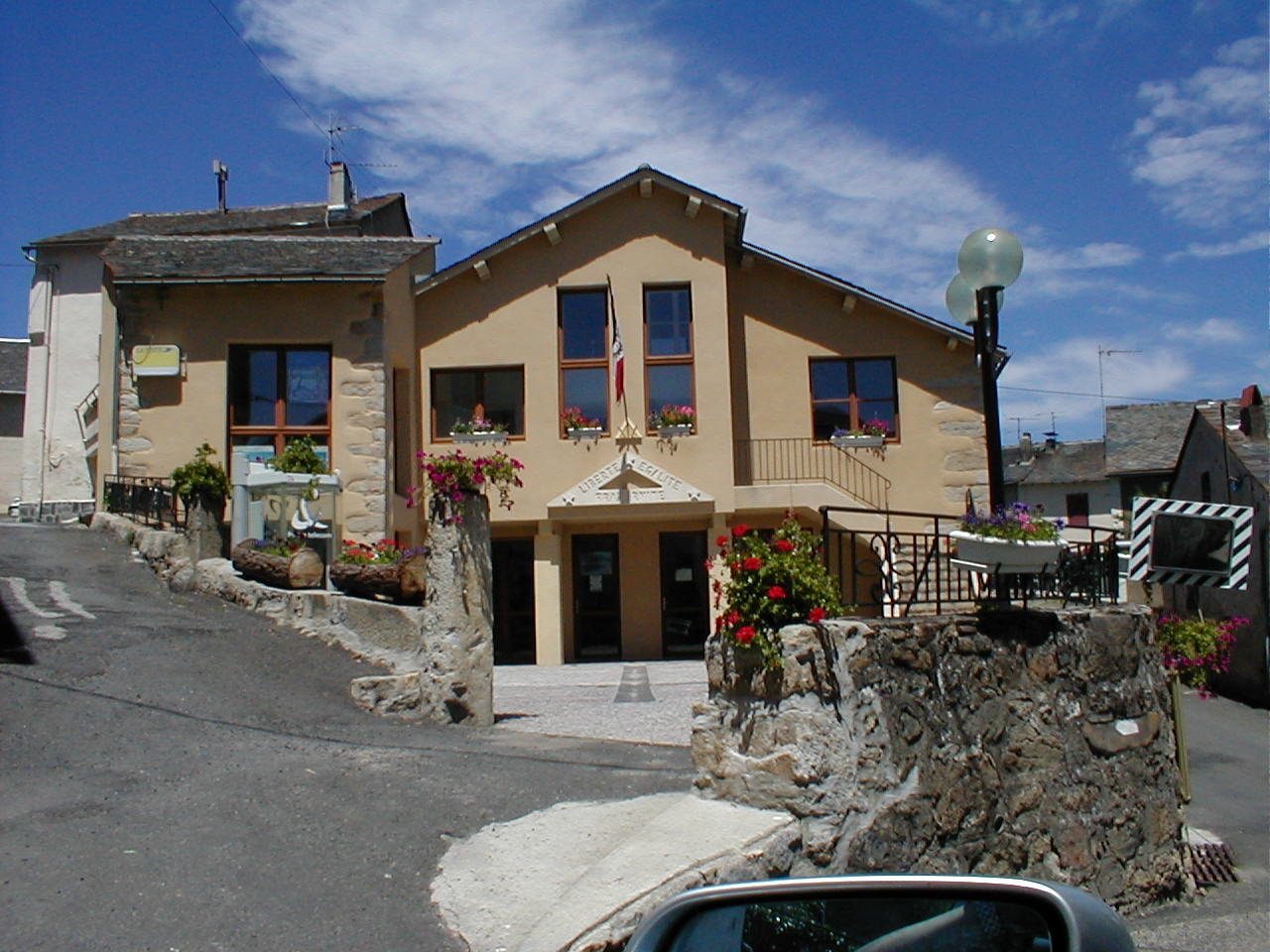
La mairie.

## Culture locale et patrimoine
- L'église de l'Assomption du Pla.
- Une stèle en l'honneur des Résistants, située au refuge du Laurenti.

## Pour approfondir